# Barbosa, Santander
Barbosa är en ort i Colombia.   Den ligger i departementet Santander, i den centrala delen av landet, 160 km norr om huvudstaden Bogotá. Barbosa ligger 1 580 meter över havet och antalet invånare är 20 372.
Terrängen runt Barbosa är huvudsakligen kuperad. Barbosa ligger nere i en dal. Runt Barbosa är det ganska tätbefolkat, med 116 invånare per kvadratkilometer. Barbosa är det största samhället i trakten. Omgivningarna runt Barbosa är en mosaik av jordbruksmark och naturlig växtlighet.